# Летище Белци
Международно летище Белци е основно летище в Молдова. Намира се на 9 километра североизточно от центъра на града. То е хъб за националната авио компания на страната - Moldaeroservice та Air Moldova.

## История
Международно летище Белци (IATA: BZY, ICAO: LUBL), наричано също Международно летище Белци-Ледовени (на румънски: Aeroportul Internațional Bălți-Leadoveni)[1], е второто по големина международно гражданско[3] летище в Република Молдова и едно от двете основни летища в Белци, което обслужва град Белци и северната част на Република Молдова за граждански пътнически и товарни полети. Международното летище „Белци-Лядовени“ е открито през 1989 г., за да замени летище „Белц-Град“, по-специално по международните маршрути, и да облекчи въздушния трафик на Летище Кишинев[4].
Второто летище в Белци е първото историческо летище в Белци за редовни полети Летище Белци-Град в района на „Автогарата“, разположено в източните граници на градската част на Белци, което след пускането в експлоатация на международното летище Белци-Лядовени в края на 80-те години на ХХ в. се използва като регионално летище, обслужващо нуждите на службите за спешна помощ, селското стопанство, аеронавигационните работи и транспорта.
Международното летище в Белци е в състояние да работи 24 часа в денонощието през цялата година и се намира извън границите на град Белци, в село Корлатени, на 15,1 км от центъра на Белци (на 9,7 км от северните покрайнини на града в квартал „Дачия“ или „Бам“, както още го наричат), с пряк достъп до европейския път Е583 / скоростния път М5 и републиканския път R12. Местоположението на пистата на международното летище в Белци е най-благоприятното в сравнение с летищата и аерогарите в региона (т.е. в сравнение с летище Кишинев и военното аеродром Маркулещи)[5], което осигурява непрекъснатата работа на международното летище в Белци без дълги затваряния, които на летище Кишинев и военното аеродром Маркулещи могат да продължат няколко дни[6].
От откриването си летището служи като хъб за молдовския клон на Aeroflot, след това за Air Moldova и като основна база на Moldaeroservice. В историята на гражданската авиация в Република Молдова само от международното летище в Кишинев и международното летище в Белци има редовни полети със самолети Ту-134.
Летището е сертифицирано и отворено за пътнически и товарни превози, като от 1989 г. - годината на пускане в експлоатация на бетонната писта на новопостроеното летище „Белци-Лядовити“ - се извършват редовни пътнически полети, свързващи Белци с 14 града на бившия СССР със самолети Ан-24, Ту-134, Let L-410 Turbolet до 1993 г.[7] През последните години летището се използва основно за вътрешни полети и случайни външни полети[8].